# ARP Explorer
L'Explorer, o Explorer I, (modello 2900) era un sintetizzatore monofonico prodotto da ARP Instruments nel 1974. Lo si può considerare un'evoluzione sia dell'ARP Pro Soloist, strumento a preset, che dell'ARP Odyssey, dotato di maggiore accessibilità ai vari parametri, per un maggiore controllo del suono prodotto.
Si tratta di uno strumento prodotto in pochissimi esemplari e pertanto è considerato molto raro dai collezionisti.

## Struttura

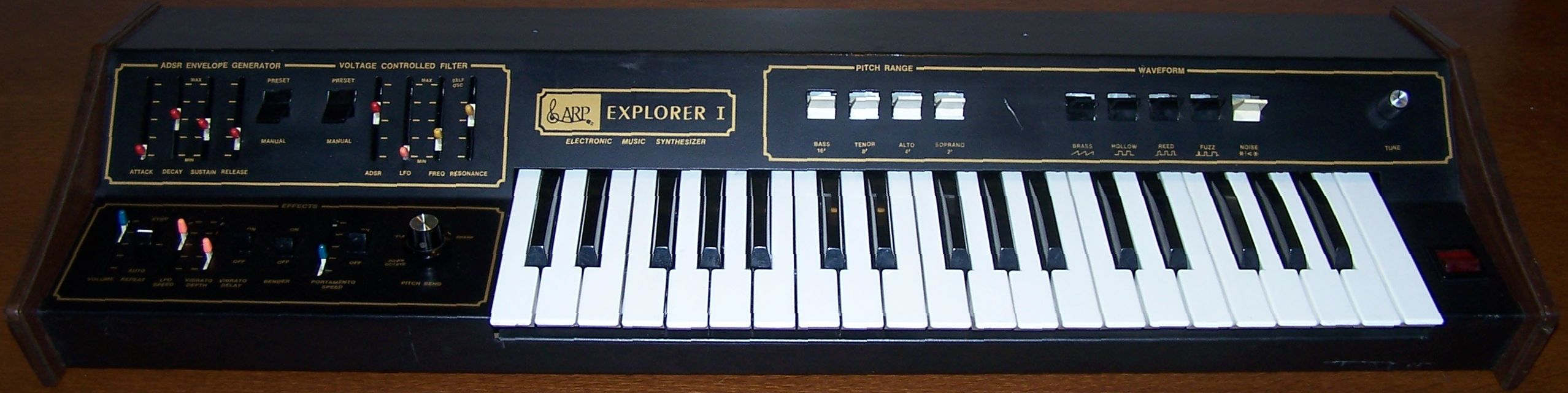
ARP 2900 Explorer (1974)

L'ARP Explorer utilizzava una tastiera a 3 ottave (Do-Do). L'architettura sonora rispecchiava il tradizionale schema degli strumenti a sintesi sottrattiva, con un VCO (cod. 4027-1) identico a quelli impiegati sull'ARP 2600, un VCF (cod. 4034), un LFO, un generatore di inviluppo ADSR e alcuni effetti per il controllo e la modulazione.
Il contenitore era in lamiera d'acciaio come da tradizione ARP, le fiancate in legno e il fondo in masonite, particolare unico nella produzione ARP, i cui strumenti avevano il fondo in vinile oppure in lamiera di acciaio. All'interno trovavano posto tre circuiti stampati più l'alimentatore; il cablaggio era minimo ed estremamente ordinato.

## Funzioni e controlli
Nella sezione di generazione del suono, è interessante la presenza di un circuito modellatore della forma d'onda che, mediante una elementare ma perfetta sintesi additiva, ottenuta con l'impiego di matrici resistive di precisione, era in grado di generare un segnale a dente di sega partendo dalle forme d'onda quadra ottenute da un divisore di ottava binario. La sezione preset dello strumento permetteva di scegliere fra le seguenti forme d'onda, sommabili con interruttori on/off:
- dente di sega (BRASS)
- onda quadra (HOLLOW)
- impulso (REED)
- PWM (FUZZ)
- rumore bianco

La forma d'onda FUZZ era composta da un'onda rettangolare, il cui duty cycle veniva modulato dall'inviluppo ADSR ad ogni pressione di un tasto, ottenendo quindi un effetto dinamico della distribuzione delle armoniche durante la fase di decadimento della nota.
Erano inoltre disponibili quattro piedature: 16' (BASS), 8' (TENOR), 4' (ALTO) e 2' (SOPRANO), sommabili con interruttori on/off.

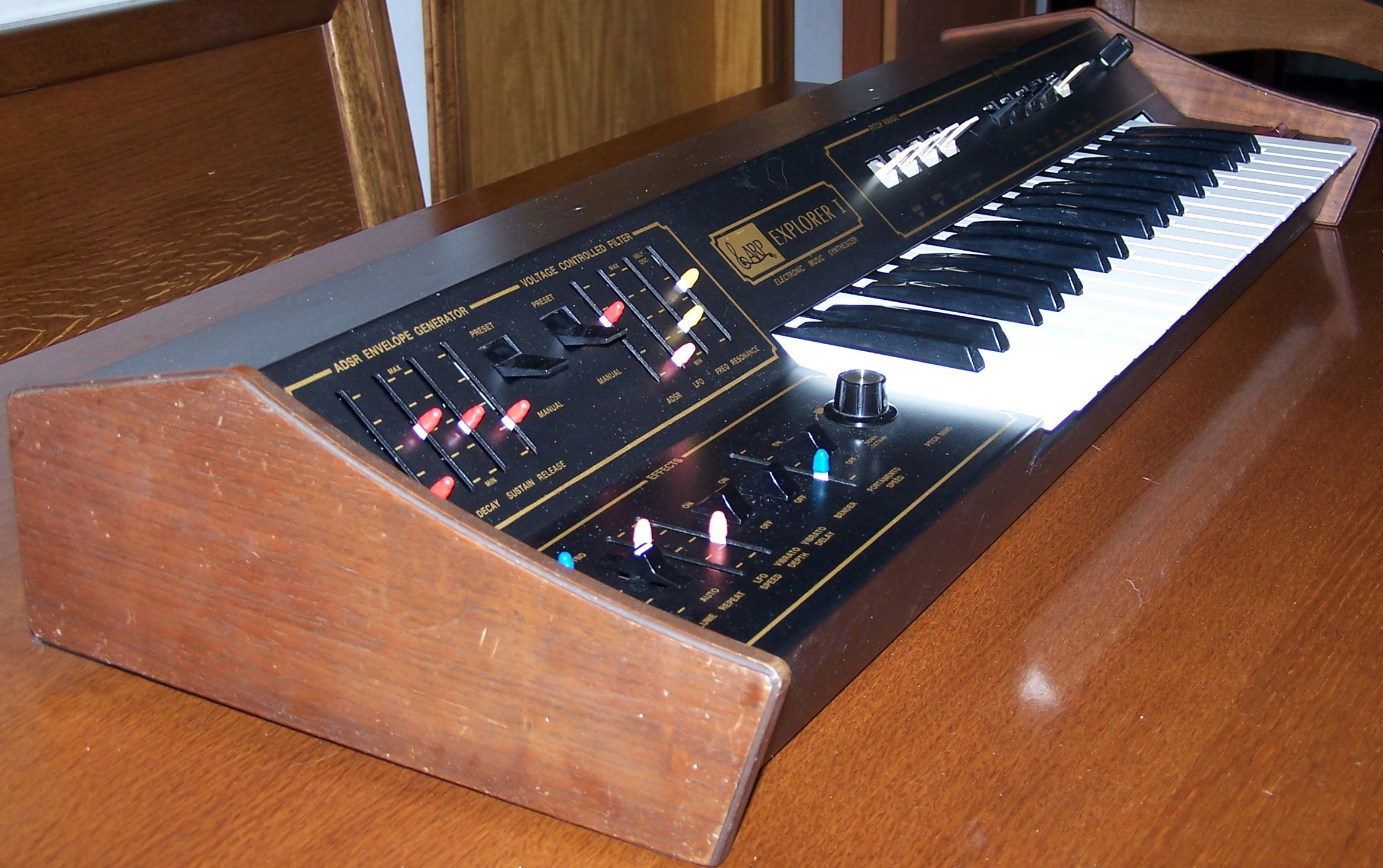
Cassa in acciaio con fianchetti in legno

Il filtro era un low-pass da 24dB/oct e si trattava del noto circuito detto transistor ladder, originario della Moog Music, dal quale era stato pressoché copiato, già a partire dal VCF cod. 4012. A seguito di questo problema, la Moog Music rinunciò ad intentare una causa legale, accordandosi con ARP Instruments per percepire una quota per ogni strumento ARP venduto equipaggiato con tale modulo. Per questa ragione, ben presto venne sviluppato il VCF 4072 e, poco dopo, il ben più diffuso VCF 4075.
I controlli relativi al filtro comprendevano;
- intensità ADSR su VCF

- intensità LFO su VCF

- frequenza di cutoff
- livello di risonanza (Q), fino all'autooscillazione

Gli effetti, riuniti nel pannellino a sinistra della tastiera, includevano:
- slider del volume
- commutatore trigger ADSR (LFO con o senza trigger di tastiera, oltre che manuale)
- velocità LFO
- intensità LFO su VCO (vibrato)
- interruttore VIBRATO DELAY, per introdurre automaticamente il vibrato in modo crescente dopo 600ms dalla pressione di un tasto
- interruttore BENDER, che inseriva una piccola modulazione ADSR all'altezza del suono, sull'attacco della nota
- slider Portamento
- interruttore Portamento
- manopola Pitch Bend, con escursione di un'ottava in più o in meno e dotata di una zona neutra al centro, per facilitare l'intonazione durante le esibizioni live

Ultimo controllo, la manopola di intonazione generale, che si trovava in alto a destra sul pannello frontale.

## Utilizzo

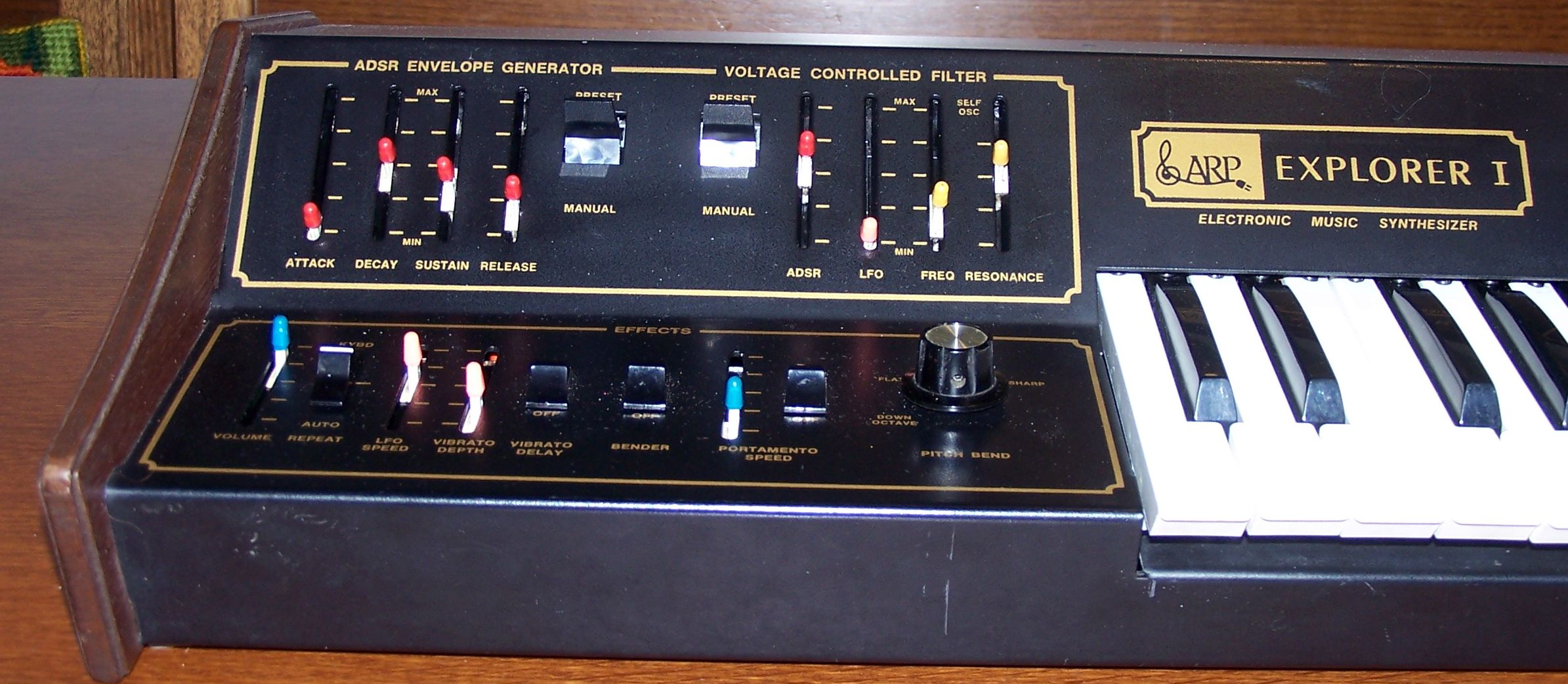
Il pannello effetti, ADSR e VCF

L'ARP Explorer, pur derivando dal Pro Soloist e quindi essendo orientato ai timbri preselezionati, permetteva di avvicinare il musicista tradizionale alla creazione di suoni originali; il ricco manuale dell'utente esplorava in modo didattico la modalità di creazione dei suoni in natura e ne presentava le possibili analogie con lo strumento, fornendo una quantità di esempi pratici. La dotazione di elementi per la generazione del suono era comunque di tutto rispetto, permettendo quindi l'impiego come synth per la creazione di nuove interessanti timbriche, ben oltre lo scopo puramente didattico.

## Sviluppi
Esisteva anche una versione priva di tastiera, denominata ARP Little Brother: questo impiegava gli stessi circuiti dell'Explorer, ed era predisposto per essere impiegato insieme con i modelli dotati di connettori per la tensione di controllo (CV) ed i segnali Gate e Trigger, come l'ARP Odyssey e l'ARP Axxe. Curiosamente, l'ARP Explorer, pur essendo identico al Little Brother come parte elettronica, non disponeva di alcuna interfaccia per dispositivi esterni e le uniche connessioni erano le prese di uscita audio RCA (alto livello) e jack 6.3mm (basso livello).
L'elettronica dell'Explorer venne utilizzata nel 1975 per la produzione del raro ARP String Synthesizer e del suo omologo Solina String Synthesizer creato da Eminent B.V., produttrice anche di una linea di organi elettronici da casa dotati della sezione derivata dall'Explorer.